# Кайуэль-Крепиньи
Кайуэ́ль-Крепиньи́ (фр. Caillouël-Crépigny) — коммуна во Франции, находится в регионе Пикардия. Департамент коммуны — Эна. Входит в состав кантона Шони. Округ коммуны — Лан.
Код INSEE коммуны — 02139.

## Население
Население коммуны на 2010 год составляло 420 человек.
| 1962 | 1968 | 1975 | 1982 | 1990 | 1999 | 2010 |
| ---- | ---- | ---- | ---- | ---- | ---- | ---- |
| 274  | 273  | 258  | 379  | 457  | 426  | 420  |

## Экономика
В 2010 году среди 302 человек трудоспособного возраста (15—64 лет) 201 были экономически активными, 101 — неактивными (показатель активности — 66,6 %, в 1999 году было 66,0 %). Из 201 активных жителей работали 181 человек (98 мужчин и 83 женщины), безработных было 20 (9 мужчин и 11 женщин). Среди 101 неактивных 15 человек были учениками или студентами, 48 — пенсионерами, 38 были неактивными по другим причинам.